# Nikolaus Drachter
Nikolaus Drachter (* 11. August 1600 in Münster; † 20. August 1664 ebenda) war  ein deutscher Jurist und Gesandter  bei den Verhandlungen, die 1648 zum Westfälischen Frieden führten. Als Stadtsyndikus von Münster stellte er sich in der Frage der Reichsfreiheit Münsters gegen den Fürstbischof Christoph Bernhard von Galen.

## Leben
Nikolaus Drachter war ein Sohn des Niclaes Drachter aus Burgsteinfurt und dessen Ehefrau Elisabeth Nünninck. Er erhielt seine erste Ausbildung an der Domschule Münster und dem von den Jesuiten geleiteten Gymnasium.
Er studierte Rechtswissenschaften an der Universität zu Köln und der Universität Löwen und erwarb das Lizentiat beider Rechte.
1626 wurde er Kurkölner und bischöflicher Münsteraner Rat. Von 1644 bis 1648 war er Gesandter für die Fürstpropstei Berchtesgaden und das Domkapitel Münster und  Nebenbevollmächtigter für die Markgrafschaft Baden-Baden, das Kurfürstentum Bayern und  das Hochstift Lüttich bei den Verhandlungen in Münster, die 1648 zum Westfälischen Frieden führten.
Drachter stand auch in diplomatischen Diensten des Osnabrücker Fürstbischofs Franz Wilhelm von Wartenberg.
1653 wurde er zum Geheimrat ernannt.
1655 kam seine Entlassung durch den Münsteraner Fürstbischof Christoph Bernhard von Galen. Im Jahr darauf wurde er Ratsherr und zweiter Stadtsyndikus von Münster. In dieser Funktion war er der Hauptgegenspieler von Galens im Kampf um die Reichsfreiheit der Stadt. Er reiste im Auftrage der Stadt auf der Suche nach Verbündeten in die Niederlande. Bei seiner Rückkehr am 9. August 1657 ließ der Fürstbischof ihn verhaften und einsperren. Die Stadt verwehrte von Galen den Zugang und forderte Drachters Freilassung. Daraufhin belagerte der Bischof die Stadt Münster am 20. August 1657. Galen brach die Belagerung ab, als das Gerücht die Runde machte, holländische Truppen seien im Anmarsch auf Münster.
1661 wurde Drachter begnadigt.